# Gabrielle Petit
Gabrielle Aline Eugénie Marie Ghislaine Petit (Tournai, 20 de febrero de 1893-Schaerbeek, 1 de abril de 1916) fue una enfermera belga que trabajó de espía del MI6 durante la Primera Guerra Mundial. Fue fusilada en el Tir national  y se le considera heroína nacional.

## Biografía
Hija de Jules Charles Marie Petit, notario, y de Aline Irma Victorine Eugénie Ghislaine Ségard, se educó en la escuela católica de Brugelette. Tras la muerte prematura de su madre durante la Primera Guerra Mundial, se presentó como voluntaria de la Cruz Roja. Con 21 años, durante la invasión de las tropas alemanas en 1914, debió aplazar su boda con su prometido el soldado Maurice Gobert, a quien ayudó a cruzar la frontera a los Países Bajos.
En tierra aliada, tras una corta formación como espía, se le propuso una misión. De vuelta a Bruselas en julio de 1915, recopiló y transmitió a los estados mayores aliados las posiciones y movimientos de las tropas alemanas en Maubeuge y  Lille. La policía secreta alemana la arrestó e interrogó pero por falta de indicios, fue liberada. Tomó como falsa identidad el nombre de Mlle. Legrand y prosiguió sus actividades hasta ser de nuevo apresada en enero de 1916 y condenada a muerte.

## Galería

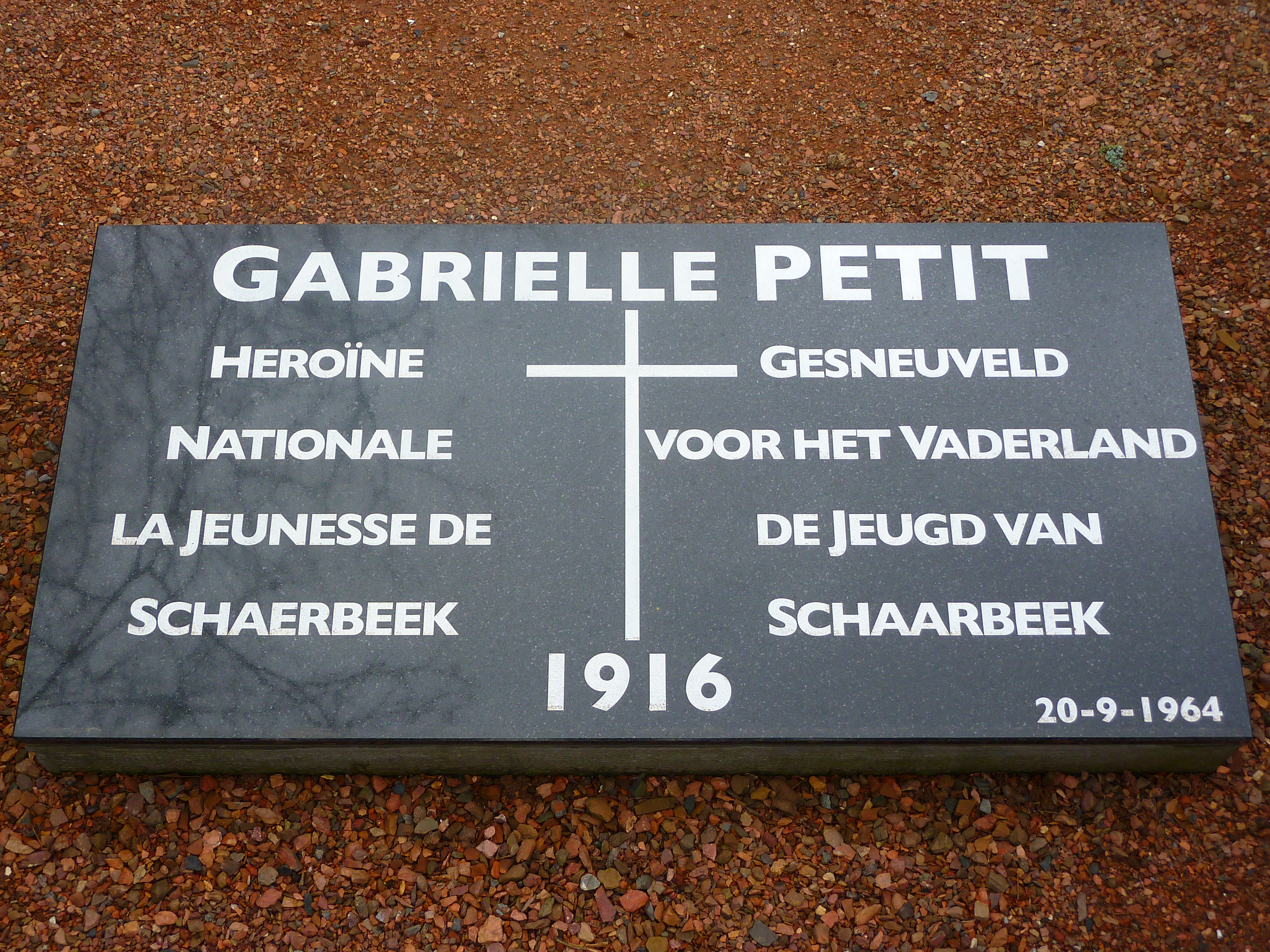
Petit op de Begraafplaats van Schaarbeek
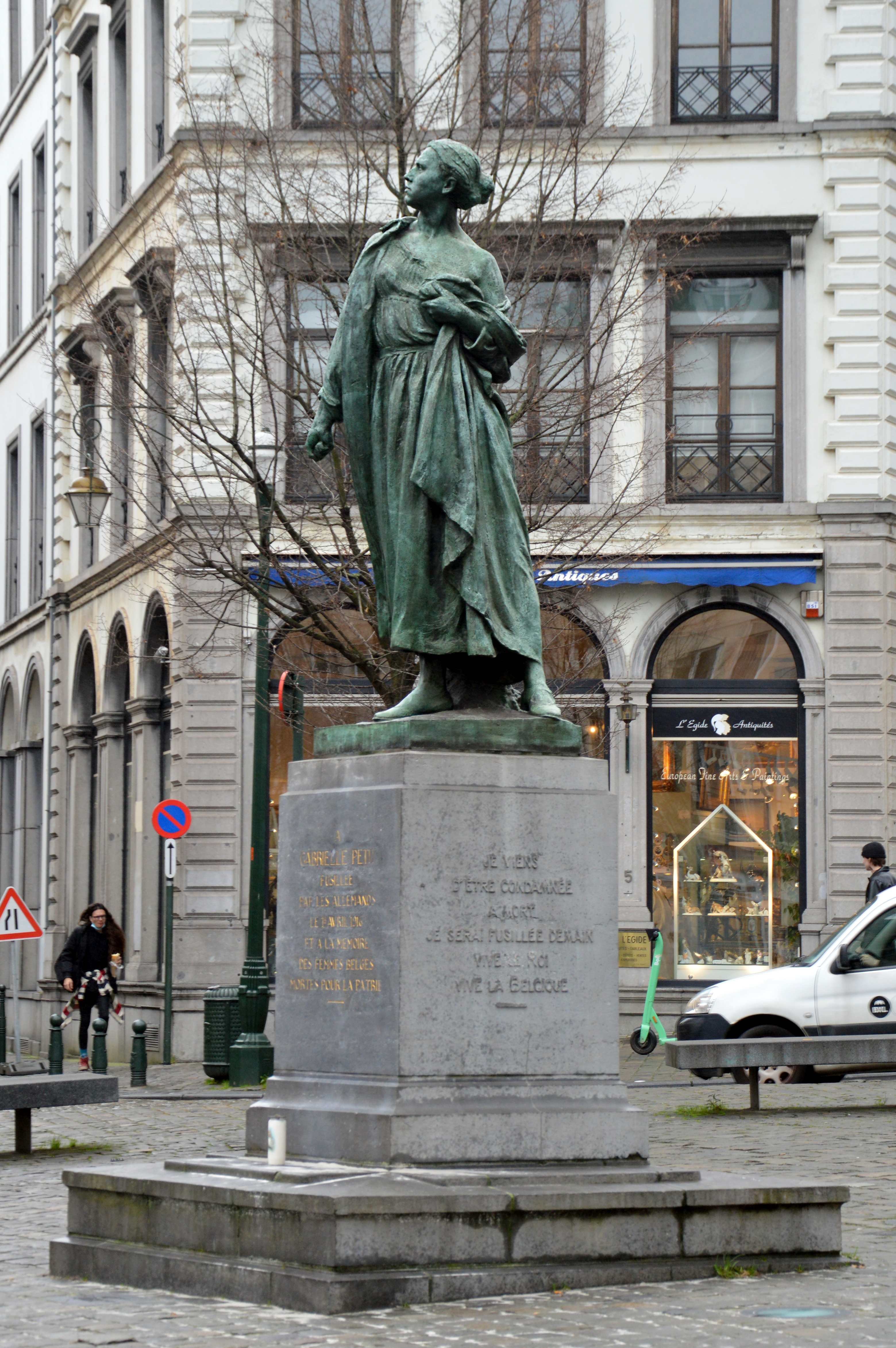
Estatua en Bruselas
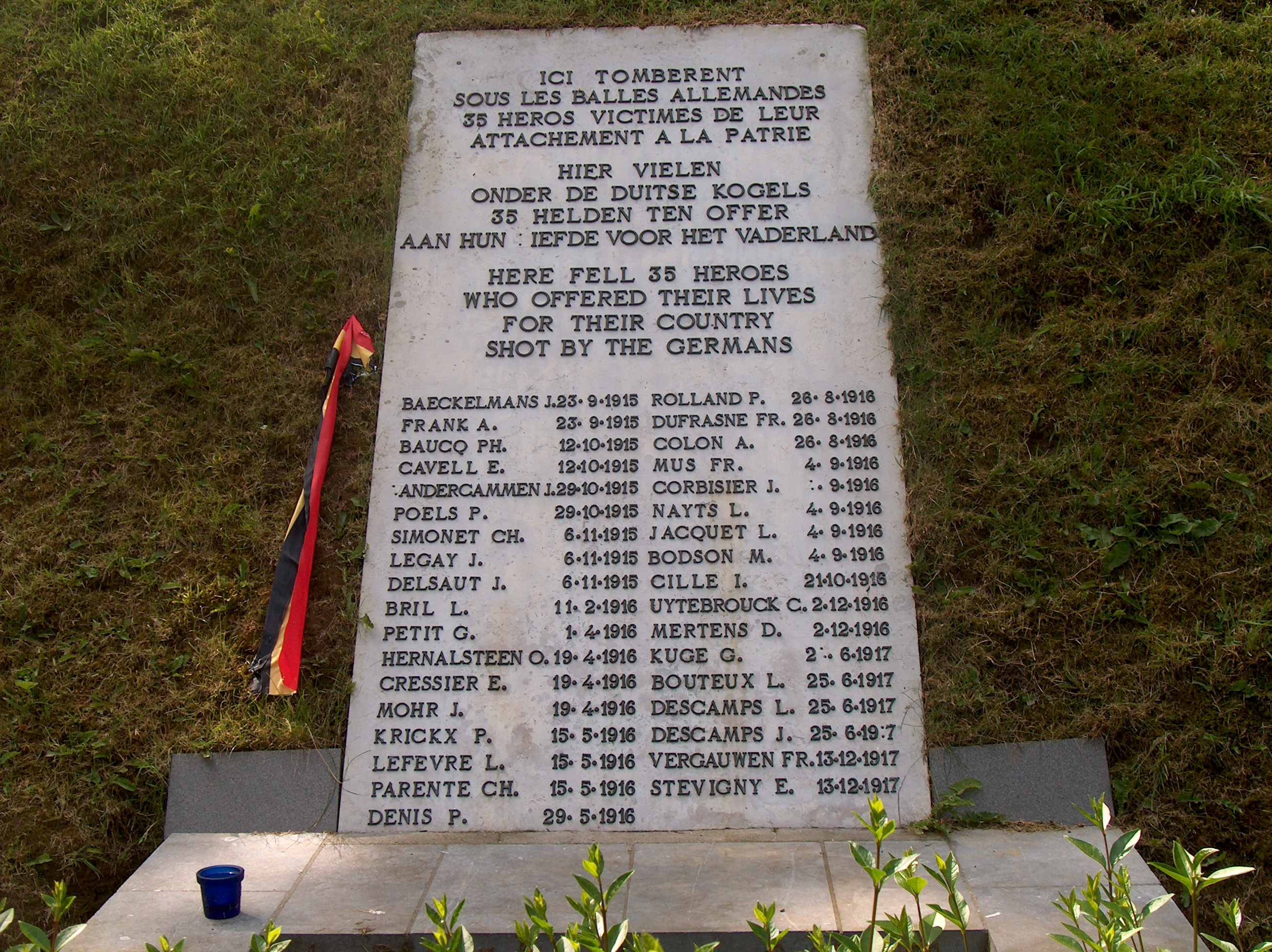
Schaarbeek, Colonel Bourg Enclos des fusillés
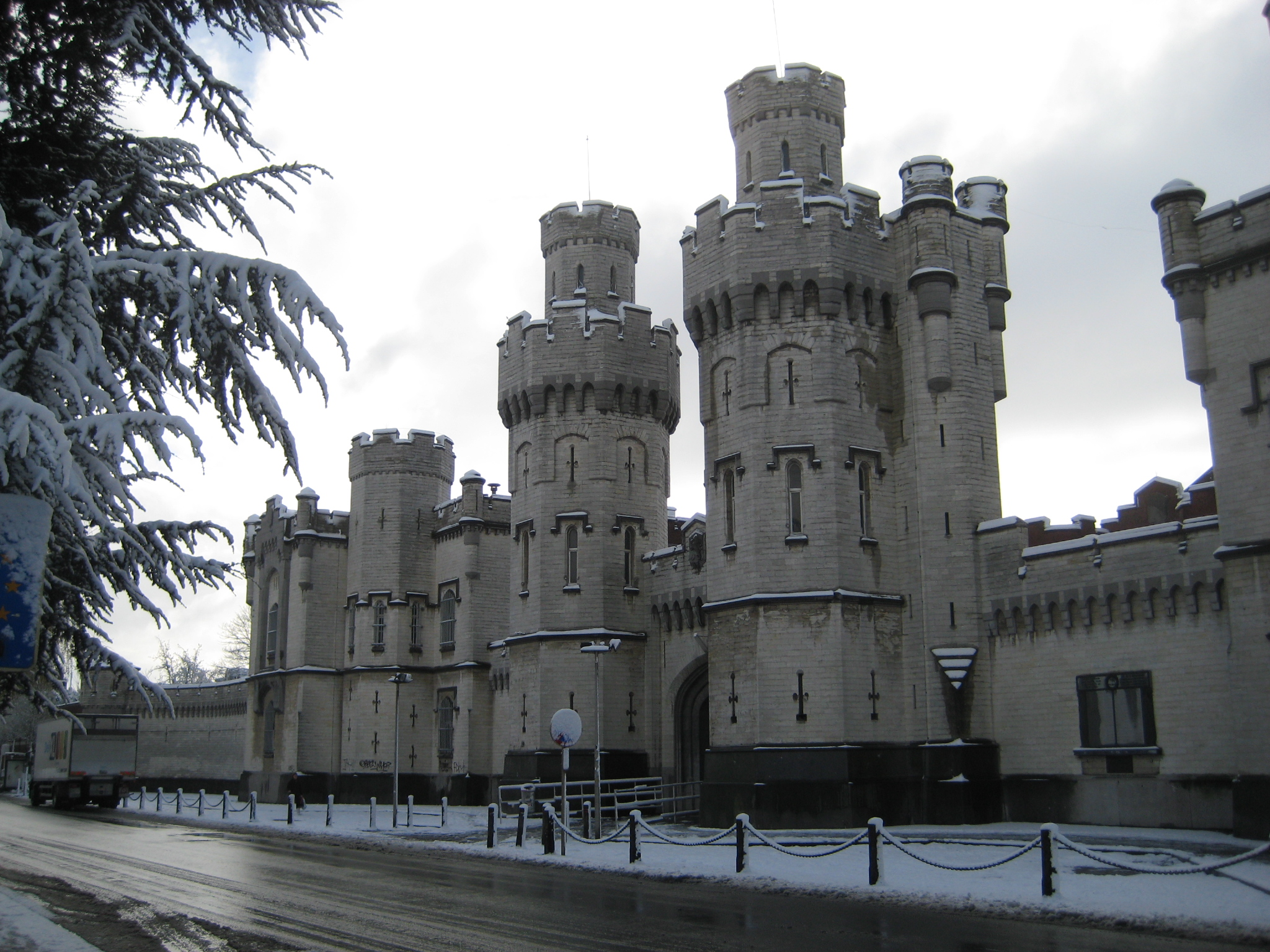
Ingang gevangenis van Sint-Gillis
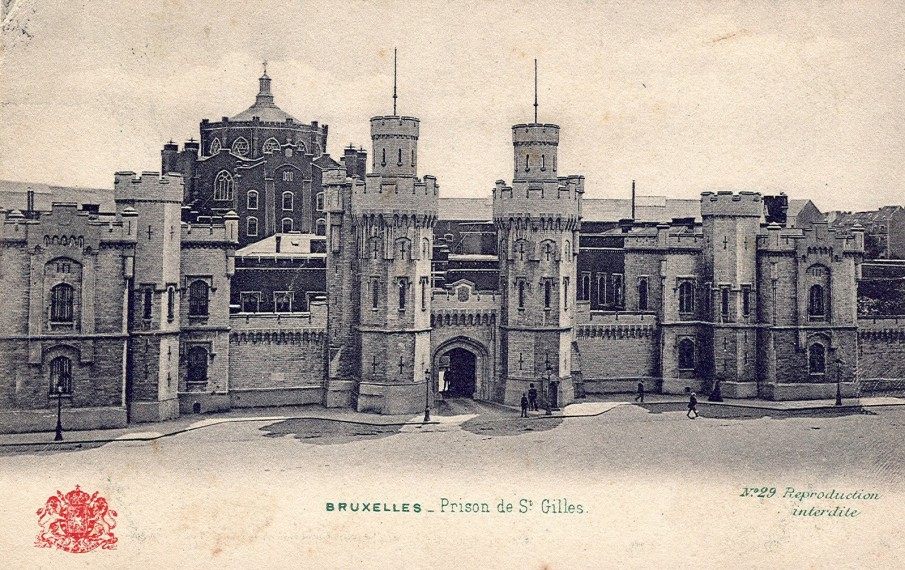
Rond het centrum zijn in stervorm vijf vleugels